# Ніжна залежність
«Ніжна залежність» (англ. The Delicate Dependency) — вампірський роман американського письменника Майкла Телбота, виданий 1982 року.

## Сюжет
У вікторіанському Лондоні вдівець доктор Джон Гладстон збиває власною каретою красивого молодого чоловіка, на ім'я Нікколо Каваланті. Коли інші в лікарні починають помічати надприродні здібності постраждалого чоловіка, Гладстон береться переховувати у своєму будинку Нікколо, який одужує, проте незабаром дізнається, що привабливий чоловік — вампір. Нікколо знайомиться з обома доньками Гладстона, з підлітком Урсулою та сліпою від народження Камілою, після чого зникає з останньою. У супроводі леді Геспет Данавей, жінки, син якої також був викрадений Нікколо, Гладстон вирушає на пошуки своєї доньки.

## Видання
«Ніжна залежність» була опублікована «Avon Books» 28 березня 1982 року, після чого тривалий час не друкувалася. Роман було передруковано 2014 року видавництвом «Valancourt Books».

## Відгуки
В «Енциклопедії вампірів» Даррелл Швейцер назвав роман «одним із найяскравіших досліджень розуму вампіра, який коли-небудь був написаний». Видавці щотижневика «Паблішер віклі» назвали «Ніжна залежність» «амбітною, вражаючою» та «невловимо цікавою». Вітлі Стрібер відзначив роман: «Напруженість створює сторінка за сторінкою до приголомшливої кульмінації … Я сумніваюся, що коли-небудь забуду [його]». «Фангорія» назвав «Ніжну залежність» однією з «Топ-10 новел про вампіра» 1992 року.